# 黒咲一人
黒咲 一人（くろさき かずと、1948年 - ）は、日本の漫画家。佐賀県出身。「放浪の漫画家」として知られる。

## 略歴
中学を卒業後、集団就職で名古屋の鉄工所に就職。その傍ら、プロをめざしてボクシングジムに通った。漫画を描き始めたのは「元手がなくてもできる」という理由からだという。
投稿した漫画が採用されたことをきっかけに上京し、19歳で単行本デビュー。ボクシング漫画『傷だらけの挑戦』だった。ただ、本はほとんど売れなかったという。しかし、このままでは終われんと一念発起、漫画に集中できるだけのカネを貯めようと川崎の工事現場で働き、それをネタにした漫画を『週刊少年ジャンプ』に持ち込み、そのままジャンプ編集部に居候のようなかたちで転がり込んだ。
1979年、『週刊ヤングジャンプ』が創刊され、飯場やホームレスの男性がけんかの代理業で稼ぐ『無頼風』を連載。毎週、本宮ひろ志と人気トップを争うなど、連載は3年間続いた。
しかし、2003年には仕事が途絶え、漫画家を一旦廃業。すべての原稿を処分し、「遺書と、万が一の場合の埋葬費10万円をバックに忍ばせて」四国遍路の旅に出る。
2004年1月、88の札所を回り終える。7月からは旅の体験を「55歳の地図 実録!リストラ漫画家遍路旅」として『週刊漫画ゴラク』に連載。その後、単行本化・電子書籍化もされた。
2013年9月、自転車で日本列島縦断の旅に出る。高知県高知市の種崎千松公園で野宿中の翌年5月、高知新聞の取材を受け、5月16日付けの「金曜フリースペース」で報じられる。記事の最後は「この腕が動かなくなるまで描き続けますよ。誰も見たことがない、自分しか描けない漫画を」という本人の言葉で締め括られている。
2020年4月現在、高知県土佐清水市にある民宿で働いていることが確認されている。

## 作品

### 単行本
- ファイター幻（1977年、集英社、全4巻）
- 風のがくらんらん（1983年、ジェッツコミックス、白泉社、全1巻）
- 吹けよ！疾風（1985年、全2巻）
- ハスラー・ザ・キッド（全5巻）
- 無頼風（全7巻）
- 宇宙遊撃隊 りぼるばあ（1988年、ぶんか社、全1巻）
- ザ・ボクサー（全2巻）
- 激駿ドンガメオー（1992年、全2巻）
- 黄土の奔流（1992年、ヤングジャンプ・コミックス、全1巻）※生島治郎の冒険小説『黄土の奔流』のコミック化
- がくらん無頼（全2巻）
- 風の隼（全1巻）
- 野球無頼（全1巻）
- 55歳の地図（2005年、週刊漫画ゴラク、日本文芸社、全1巻）

### 電子書籍
- 55歳の地図 Again（全1巻） - 特製ネームブック
- 55歳の地図 Again～虹の峠から～（全1巻）- 特製ネームブック

### 読切
- YABU（1990年、ヤングジャンプ30 1990.9.10増刊、集英社）

## 師匠
- 笠間しろう
- 山松ゆうきち
- 中島徳博